# Carl Neuschäfer
Carl Neuschäfer (* 24. Januar 1879 in Frankfurt am Main; † 7. September 1946 in Zillhausen) war ein deutscher Baptistenpastor, Theologiedozent und Studiendirektor am Baptistischen Predigerseminar.

## Leben
Carl Neuschäfer entstammte einer baptistischen Pastorenfamilie. Bereits als Neunjähriger verlor er seinen Vater. Trotz wirtschaftlicher Not ermöglichte Neuschäfers Mutter ihm den Besuch des Gymnasiums. Kurz vor dem Abitur erkrankte Carl Neuschäfer an einer langwierigen Bindehautentzündung. Ein operativer Eingriff wurde nötig, in dessen Folge er den Schulbesuch beenden musste. Erst viele Monate nach der Operation, durch die seine Sehkraft erhalten wurde, konnte er sich seiner weiteren Ausbildung widmen. 
Von 1899 bis 1901 studierte er am Predigerseminar der deutschen Baptisten in Hamburg-Horn. Anschließend immatrikulierte er sich an der Theologischen Fakultät der Universität Tübingen, wo Adolf Schlatter zu seinen wichtigsten Lehrern gehörte. Bereits während seines Universitätsstudiums war Neuschäfer als Pastor der Baptistengemeinde (heute: Evangelisch-Freikirchliche Gemeinde) Tübingen-Zillhausen tätig. 1906 folgte er einer Berufung zum Prediger und Seelsorger der Baptistengemeinde Stuttgart. 1911 wechselte er an das baptistische Predigerseminar in Hamburg und war dort zunächst theologischer Lehrer mit dem Schwerpunktfach Neues Testament. 1922 wurde er zum Studiendirektor des Predigerseminars berufen. 
In der Zeit des sogenannten Dritten Reiches vertrat Neuschäfer nationalsozialistisches Gedankengut. So war es für ihn „selbstverständlich, dass die Deutschen blutmäßig zusammengehören“ und sich damit „eine Ausscheidung aller Nichtdeutschen aus dem öffentlichen Leben“ verbindet. Das sei zwar zunächst hart, „aber als Grundeinstellung unbedingt erforderlich und verständlich“. In diesem Zusammenhang sprach er ausdrücklich von „Ostjuden und anderen schmarotzenden Einwanderern“.
Das Amt des Studiendirektors hatte Carl Neuschäfer bis zu seinem Eintritt in den Ruhestand im November 1945 inne. Nur ein Jahr später starb er in Stuttgart und wurde in Zillhausen begraben.

## Werke
- Taten der Apostel. Ein biblischer Studiengang, Kassel 1927
- Biblische Grundlinien der Diakonie. Vortrag, gehalten bei der freikirchlichen Diakoniekonferenz in Elberfeld, 16.-19. Sept. 1930, Kassel 1930
- Ein Leben in Jesu Dienst. Auszüge aus Tagebüchern und Briefen der Frau Oberin Emma Elsholz, gemeinsam mit Emma Elsholz, Kassel 1928
- Über den ästhetischen Genuss. Eine ethische Zeitbetrachtung, Kassel 1928
- Wir können nichts wider die Wahrheit. Johann Gerhard Oncken, Kassel 1934